# I. Károly román király park
Az I. Károly király park (románul: Parcul Carol I) egy közpark Bukarest déli részén, a 4. kerületben, az úgynevezett Filaret-negyedben. 1906-ban hozták létre egy kiállítás helyszíneként; később közparkká alakították át. Több alkalommal átrendezték; eredeti építményeiből, szobraiból mára csak nagyon kevés maradt meg. Arculatát az 1963-ban átadott Szocializmus Hőseinek Mauzóleuma uralja, ahova egykoron kommunista méltóságokat temettek.
Műemlékként tartják nyilván B-II-a-A-19016 kódszám alatt.

## Elnevezése
A helyet kezdetben Câmpia Filaretuluinak nevezték (Filaret mezeje) a 18. század végén élt Filaret râmnici metropolita után, akiről később a kialakuló városnegyedet is elkeresztelték. 1848-tól a helyet Câmpia Libertățiiként ismerték (Szabadság mezeje), ugyanis 1848-ban többször tartottak itt nagyszabású népgyűléseket, és egyesek ezt a helyet tekintik az 1848-as havasalföldi forradalom kiindulópontjának.
1906-os létrejöttekor a parkot Parcul Exposițiuniinak nevezték (Kiállítás parkja, ugyanis eredetileg egy jubileumi kiállítás helyszíneként hozták létre, melyen a Román Királyság 25 éves fennállását ünnepelték), majd a kiállítás bezárása után Parcul Carol I-nek (I. Károly román király park). 1948-tól Parcul Libertății (Szabadság park), majd 1990-ben visszakapta a Parcul Carol I nevet.

## Története
A helyet régen legeltetésre használták, majd a 19. század második felében a bukarestiek mind gyakrabban jártak ki mulatni, enni-inni a mocsaras, tavas területre. A környéken kis pavilonok, csónakkikötők és egyéb létesítmények jelentek meg; az egyetlen nagyobb építmény a Cantacuzino-kút volt, melyet 1870-ben építtetett Gheorghe Grigore Cantacuzino polgármester. Már 1894-ben felmerült a hely lecsapolása és parkká alakítása, de ez végül csak húsz évvel később történt meg, mikor szóba került egy 1906. évi jubileumi kiállítás megrendezése, mely a rómaiak hódításának 1800., I. Károly uralkodásának 40. és a Román Királyság létrejöttének 25. évének állítana emléket. A hevenyészett épületeket lebontották (az egyetlen, amely megmaradt és a park része lett, az a Cantacuzino-kút) és 1905–1906-ban elkészült a kiállítópark.
A park létrehozói Édouard Redont francia kertész, Ștefan Burcuș, Victor Ștephănescu, Ion D. Berindey építészek. Máig vitatott téma, hogy melyiküknek mennyi hozzájárulása és beleszólása volt a park kialakításába, mind a kiállítás megnyitása előtt, mind az utána követő átalakításoknál. Az épületek és pavilonok mellett számos tájkompozíciót alkottak (tópart, sziget, sziklabarlang, endemikus és egzotikus fák, vízinövények). A felavatásra 1906. június 6-án került sor, a szalagot Erzsébet román királyné vágta át. A hely igen népszerű volt a bukarestiek körében; a korabeli újságok beszámolói szerint a központi kávéházak, sörözők, parkok kiürültek, mivel a legtöbben az Exposițien töltötték szabadidejüket. A kiállítópavilonok mellett népszerű látványosság volt az állatkert, a római aréna, a központi mesterséges tó, és a vízicsúszdák. A kiállítás novemberi bezárása után a pavilonok legtöbbjét lebontották, a területet pedig közparkká alakították át, új ültetvényeket és tájelemeket hoztak létre. 1921-ben ipari kiállítást tartottak itt, melynek alkalmából új, ideiglenes pavilonokat emeltek.
A főbb régi épületek, építmények közül megemlíthető:
- a Művészetek Palotája (Palatul Artelor), ahol 1906-ban kiállításokat rendeztek, majd múzeummá nevezték ki, aztán egy 1938-as tűzeset és az 1940-es földrengés után lebontották[8]
- Az Ismeretlen katona emlékműve, melyet örökmécses vigyáz. 1922-ben készült E.W. Becker tervei alapján; 1923-ban avatták fel a múzeum előtti téren. 1958-ban, a mauzóleum építésének kezdetekor Mărășești-re költöztették.[9][10] 1991-ben visszahozták a parkba, azonban csak az alsó részen, a sétány mellett nyílt lehetőség elhelyezésére. 2007-ben visszakerült eredeti helyére, a park déli részén emelkedő magaslatra, a mauzóleum elé.[11]
- Carol-Hunchiar, a legrégebbi bukaresti mecset. 1906-ban épült, 1959-ben lebontották, majd 1960-ban újjáépítették a Pieptănari városnegyedben[12]
- színház, kaszinó, étterem, melyeket szintén 1959-ben, az átrendezés alkalmával bontottak le[4]
- a római aréna (Arenele Romane), a Leonida-múzeum, és „Vlad Țepeș kastélya”, melyek ma is állnak[4]

1958-tól sor került a park nagyszabású átalakítására. A tájelemeket átrendezték, a tó fölé hidat építettek, létrehozva egy fél kilométer hosszú, széles sétányt a park észak-déli tengelyén, a déli résznél található 14 méteres magaslaton (az egykori Művészetek Palotája, később múzeum helyén) pedig 1959–1963 között Cucu és Maicu építészek tervei alapján felépítették a Szocializmus Hőseinek Mauzóleumát (hivatalos nevén Monumentul eroilor luptei pentru libertatea poporului și a patriei, pentru socialism, azaz „A nép és a haza szabadságáért, a szocializmusért vívott harc hőseinek emlékműve”), mely román kommunista méltóságok sírhelye lett (ide temették többek között Gheorghiu-Dej főtitkárt).
Az 1989-es rendszerváltás után a mauzóleumból eltávolították a maradványokat (jelenleg nincsenek benne holttestek és urnák), az Ismeretlen katona emlékműve pedig visszakerült eredeti helyére. 2003-ban szóba került a mauzóleum lebontása, hogy ide építsék a Nemzet megváltása székesegyházat, azonban a lakosság tiltakozása miatt letettek a tervről.

## Leírása
A városközponttól délre helyezkedik el, a 4. kerületben. Alakja észak-déli irányban megnyúlt, területe 36 hektár. Tengelyén egy széles sétány húzódik, mely folytatásaként déli végén lépcsők vezetnek fel a mauzóleum teraszához.

### Látnivalók
- Az Ismeretlen katona emlékműve[9]
- Mauzóleum. Nicolae Cucu és Horia Maicu építészek tervei alapján készült fekete és vörös svéd gránitból, felavatására 1963. december 30-án került sor. A központi rotunda belsejében temették el Gheorghe Gheorghiu-Dejt, Petru Grozát és Constantin Ion Parhont; valószínűleg ez lett volna Nicolae Ceaușescu nyughelye is. A rotunda tetején öt árkád emelkedik, melyek magassága 48 méter. Az emlékművet körülvevő félköríves épület egyéb méltóságok kriptáit és urnáit tartalmazta.[10][15] 1990–1991-ben a maradványokat elszállították.[4]
- Római aréna (Arenele Romane, a kommunizmus alatt Arenele Libertății), 5000 férőhelyes aréna, ahol kezdetben sporteseményeket (birkózás, box), később előadásokat, koncerteket, kiállításokat tartottak.[2]
- Dimitrie Leonida technikai múzeum; a technika és az ipar vívmányait 4500 négyzetméteren bemutató múzeum (1909)[16]
- Vlad Țepeș kastélya (a park mellett), eredetileg víztoronyként és a tűzoltók őrhelyeként épült az 1906-os kiállítás alkalmából,[17] jelenleg a Nemzeti Hőskultusz Hivatalának (ONCE) székhelye
- Bosianu-villa (a park mellett), az 1850-es években épült, jelenleg a Csillagászati Obszervatórium része[18]
- Cuțitul de Argint ortodox templom (1906; a park mellett)[9]
- Cantacuzino-kút (Fontena Cantacuzino); már 1870-ben felépült, és ez az egyetlen építmény, melyet nem bontottak le a park létrehozásakor[5]
- Bánya-kút (Fântâna Minelor), 1906-ban építtette a Mezőgazdasági, Ipari, Kereskedelmi és Földművelésügyi Minisztérium Bányászati Szolgálata[19]
- Zodiac-szökőkút az északi főbejáratnál; 1935-ben építették (korábban az Eiffel-torony 20 méteres mása állt itt)[4]

## Képek

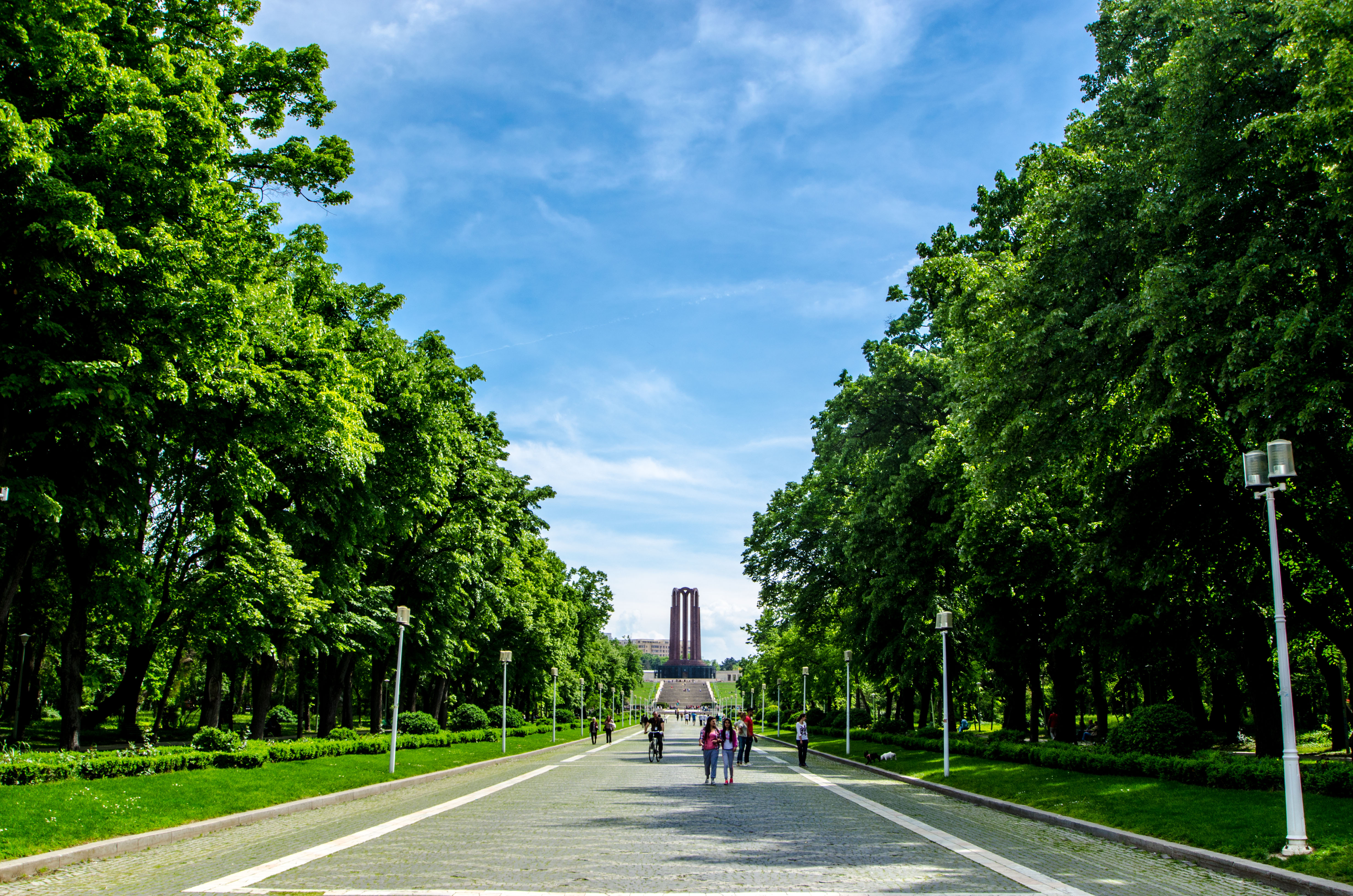
A fő sétány
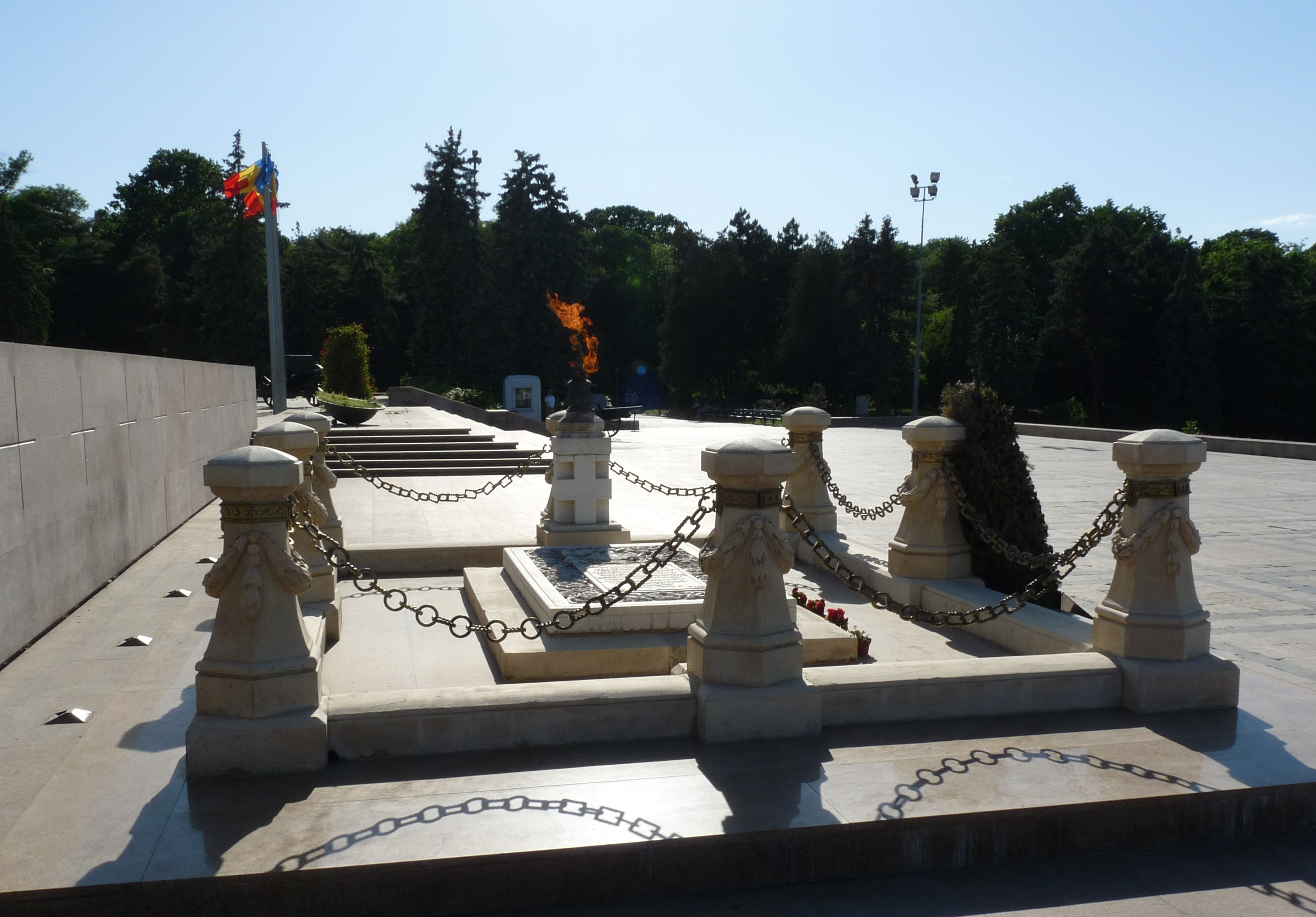
Az Ismeretlen katona emlékműve
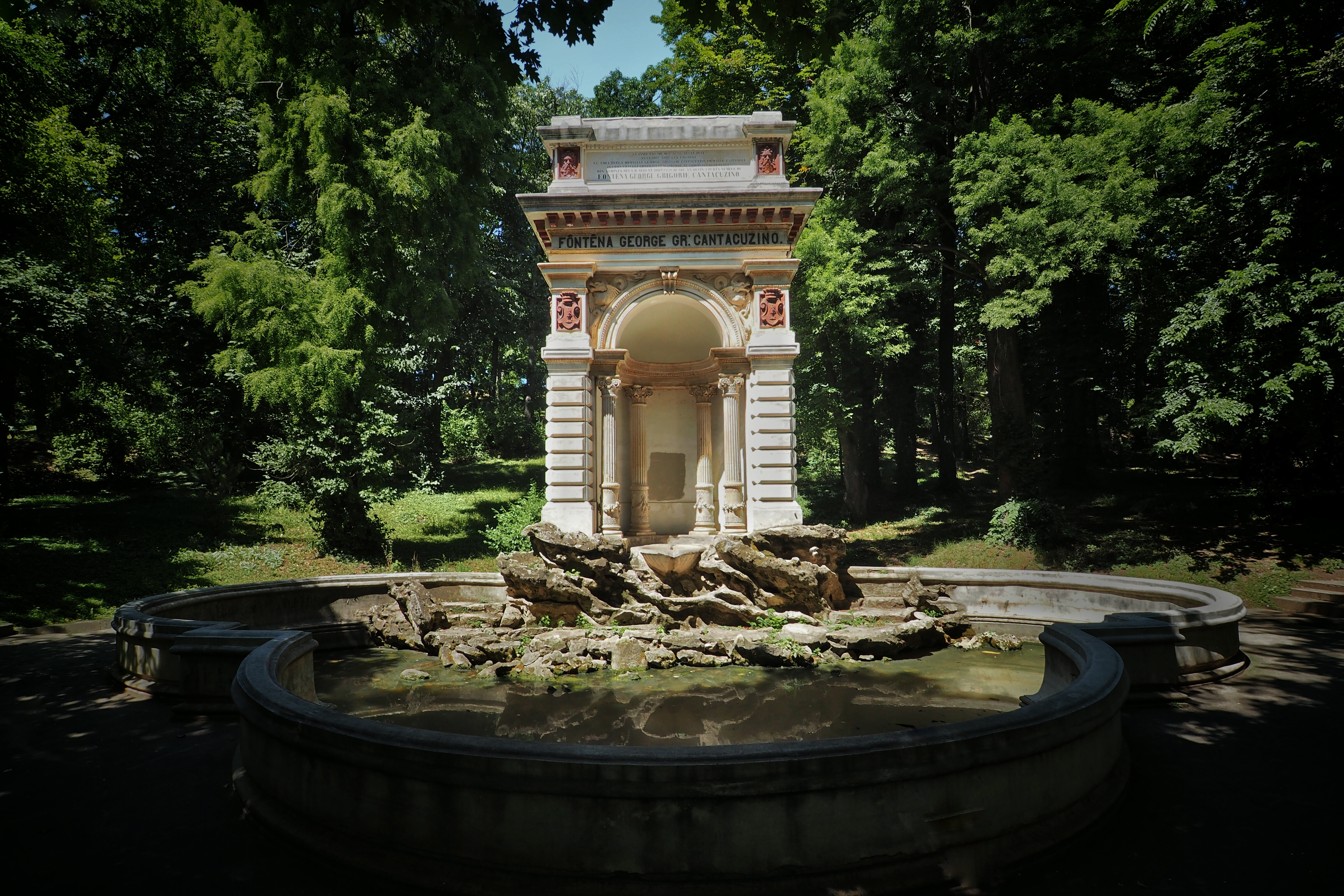
A Cantacuzino-kút
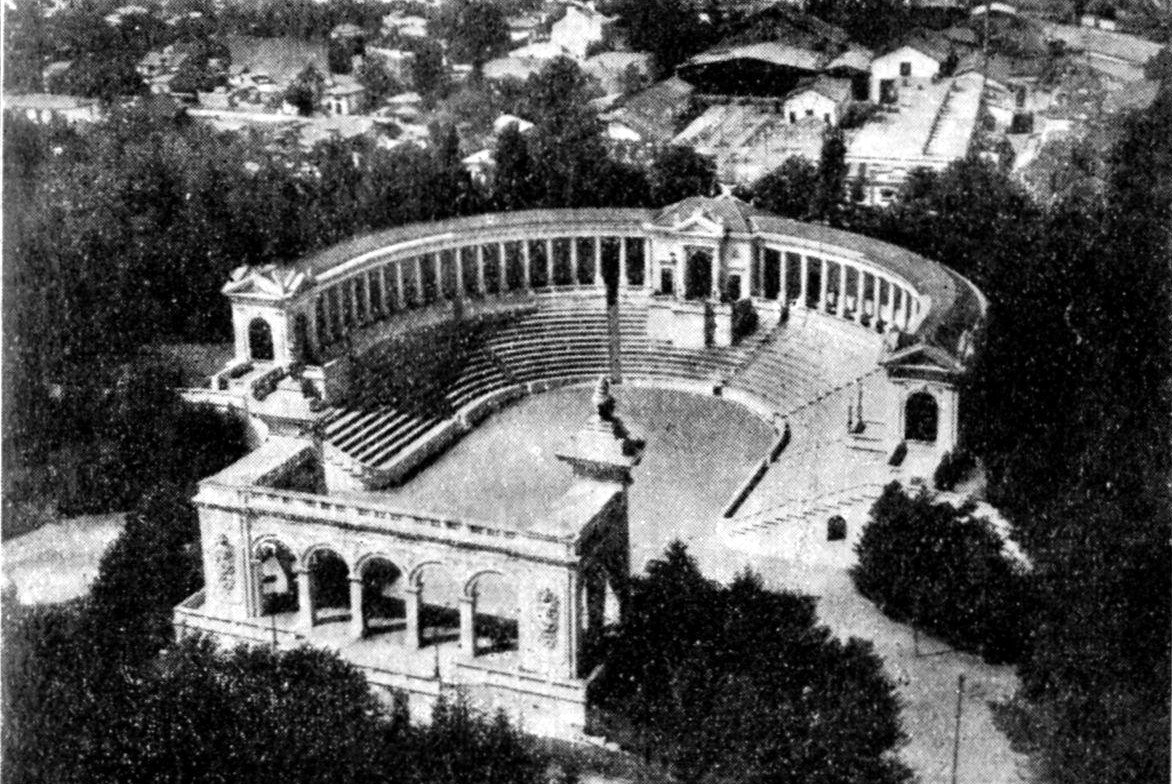
A római aréna